# Brian Leiser
Brian "Fast" Leiser (New York, 29 maart 1972) is een Amerikaans musicus. Hij is de gitarist van de in Groot-Brittannië gevestigde New Yorkse rock- en hiphopgroep Fun Lovin' Criminals.

## Levensloop
Brian's bijnaam Fast werd hem gegeven tijdens zijn schooltijd op Syracuse University. De naam Fast is een afkorting van de bijnaam Fastman die hij kreeg vanwege zijn snelheid van spreken.
In de jaren '80 begon Brian als keyboardspeler in de synthpopgroep Departure. In de jaren '90 werd hij frontman van de electrodance band Mosesonacid die ophield te bestaan toen Fun Lovin' Criminals een groter publiek bereikten.